# Rospi Ćuprija
Rospi Ćuprija (en serbe cyrillique : Роспи Ћуприја) est un quartier de Belgrade, la capitale de la Serbie. Il est situé dans la municipalité de Palilula. En 2002, il comptait 4 661 habitants.
Le nom du quartier vient du turc rospı(lı) köprü, qui signifie « le pont des putains ». Ce nom lui a été donné en raison de certaines femmes de hauts officiers turcs qui, soupçonnées d'infidélité, étaient exécutées sur les rives du Danube.

## Localisation
Le quartier de Rospi Ćuprija est situé sur la rive occidentale du Mirijevski potok et sur la rive droite du Rukavac, un bras du Danube qui le sépare de l'ancienne île de Ada Huja. Il occupe la partie occidentale de la plaine de Višnjica et est bordé par les quartiers de Karaburma à l'ouest (Mirijeveski bulevar), de Ćalije au sud et de Višnjička Banja à l'est (Slanački put).

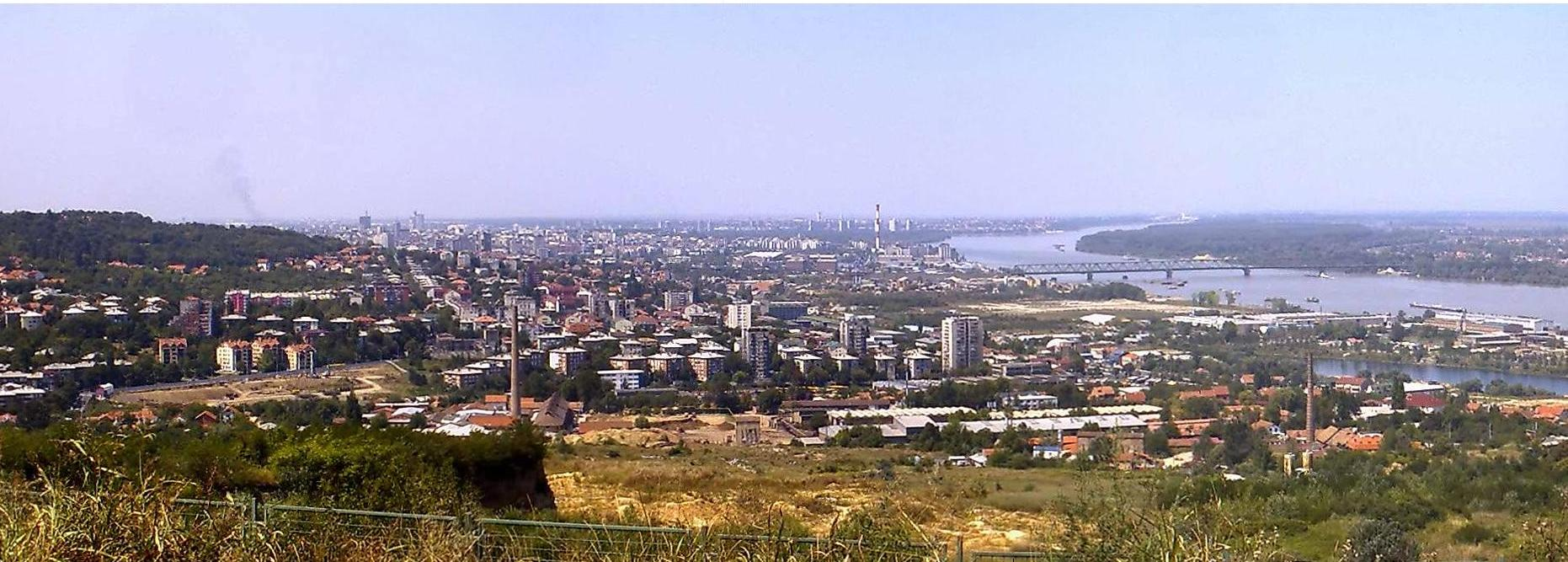
Vue de Karaburma et de Rospi Ćuprija

## Caractéristiques
Situé à une altitude de 66 m, Rospi Ćuprija est le quartier le moins élevé de la ville de Belgrade intra muros.
En partie résidentiel, le quartier est également connu pour ses briqueteries situées au nord de la plaine de la Višnjica ; les plus connues d'entre elles portent les noms de Polet, Trudbenik, Jedinstvo, Kozara, Balkan et Rekord.